# Internationella Kommunistiska Förbundet
Internationella Kommunistiska Förbundet (IKF) är en internationell kommunistisk organisation som 
omfattar mer än ett dussin politiska partier och grupper som förespråkar marxist-leninist-maoistisk ideologi, med särskild affinitet för Gonzalos bidrag till maoismen, Perus Kommunistiska Partis ledare Abimael Guzmán.
Det grundande dokumentet för IKF är för närvarande ratificerat och godkänt av 3 kommunistpartier och 12 förpartiformationer, däribland den svenska maoistiska organisationen Kommunistiska Föreningen.
| Land      | Organisation                                                                                     | Abbr.             |
| --------- | ------------------------------------------------------------------------------------------------ | ----------------- |
| Österrike | Kommittéerna för Grundandet av Österrikes (Maoistiska) Kommunistiska Parti                       | KG(m)KPÖ          |
| Brasilien | Brasiliens Kommunistiska Parti                                                                   | P.C.B.            |
| Chile     | Chiles Kommunistiska Partis Röda Fraktion                                                        | FRPCCh            |
| Colombia  | Colombias Kommunistiska Parti – Röd Fraktion Poder Proletário – M-L-M Partiorganisation Colombia | PCC(FR) PP-OP-MLM |
| Ecuador   | Ecuadors Kommunistiska Parti – Röd Sol                                                           | PCE-SR            |
| Finland   | Maoistiska Kommittén i Finland                                                                   | MKS               |
| Frankrike | Maoistiska Kommunistiska Partiet                                                                 | PCm               |
| Tyskland  | Kommittén Röda Fanan                                                                             | KRF               |
| Mexiko    | Kommittén för Rekonstitueringen av Mexikos Kommunistiska Parti                                   | CR-PCM            |
| Norge     | Tjen Folket – Norges Kommunistiska Förbund                                                       | TF-NKF            |
| Peru      | Perus Kommunistiska Parti                                                                        | PKP               |
| Spanien   | Maoistiska Kommunistiska Partiet                                                                 | PCM (E)           |
| Sverige   | Kommunistiska Föreningen                                                                         | KF                |
| Turkiet   | Turkiets Kommunistiska Parti/Marxist-Leninisterna                                                | TKP/ML            |

## Historia
Internationella maoistiska organisationer har tidigare funnits, såsom Revolutionära Internationalistiska Rörelsen (RIM), dock minskade den något under 2010-talet. Under samma decennium började många PKP-angränsande organisationer dyka upp i Europa och Latinamerika.
I januari 2022 publicerades meddelanden på en holländsk maoistblogg, Communist International, som uttryckte intresse mellan flera parter för en "Förenad Maoistisk Internationell Konferens (FMIK)." I december 2022 förklarades det att konferensen resulterade i skapandet av Internationella Kommunistiska Förbundet.

## Reception
Analyser av IKF av några äldre maoistiska rörelser har visat på viss mån av kritik. Uttalanden från Indiens kommunistiska parti (maoisterna) och Filippinernas Kommunistiska Parti uttrycker oenighet i ideologisk positionering, såsom universellt tillämpbart folkkrig, betoning på Gonzalos universella bidrag och en påstådd för tidig önskan om en ny internationell organisation.